# 서방천
서방천(瑞坊川)은 광주광역시 내를 흐르는 복개된 하천이다. 각화동 등 광주광역시 북구 외곽지역의 물줄기가 모여 남서쪽으로 흐른다. 두암동 부근에서 발원하는 물줄기가 중간에 합류하며, 전남대학교를 지나 용봉천 물을 받아 최종적으로 광주천에 흘러드는 하천이다. 이 하천은 광주천에 합류하는 지점부터 신안교까지의 짧은 구간이 드러나 있으며, 그 이후로는 모두 복개되어 있다.